# ليت إت غو (أغنية ديف ليبارد)
«ليت إت غو» (بالإنجليزية: Let It Go)‏ هي أغنية من عام 1981 لفرقة الروك البريطانية ديف ليبارد من ألبومها الثاني هاي 'ن' دراي. كانت الأغنية إحدى الأغنيتين اللتين أُصدرتا كأغنيتين منفردتين من الألبوم، ووصلت للمرتبة 34 على لائحة الروك السائد.
مدة الأغنية المنفردة 7" أقصر بثلاثين ثانية من نسخة الألبوم، لم تُزل أية كلمات، لكن مقدمة الإيتار الافتتاحية ومقطوعات الإيتار المنفرد الأخرى اختصرت قليلاً.
برزت الأغنية في لعبة الفيديو إس إس إكس أون تور.

## الفيديو
كان الفيديو الموسيقي للأغنية من إخراج دوغ سميث وتم تصويره في 22 يوليو 1981 في مسرح القاعة الملكية في ليفربول، إنجلترا. صورة غلاف الأغنية المنفردة "ليت إت غو" مأخوذة من ذلك الفيديو. الأغاني الأخرى التي صورت ذلك اليوم كانت "هاي 'ن' دراي (ساترداي نايت)" و"برينغين أون ذا هارتبريك".

## وصلات خارجية
- DEF LEPPARD - "Let It Go" (Official Music Video) على يوتيوب